# 白玢
白玢（1430年—1486年），字宗璞，直隸常州府武進縣人，民籍，明朝政治人物。

## 生平
成化四年（1468年）戊子科應天鄉試第三十八名舉人，五年（1469年）己丑科二甲第八名進士。授戶部主事，查勘浙江鹽法，裁度適當，升郎中，二十一年（1485年）九月升南京尚寶司卿，二十二年（1486年）卒。

## 家族
曾祖白均寶；祖父白守中；父白希原，贈戶部員外郎。子白金。